# Gregor Janknecht

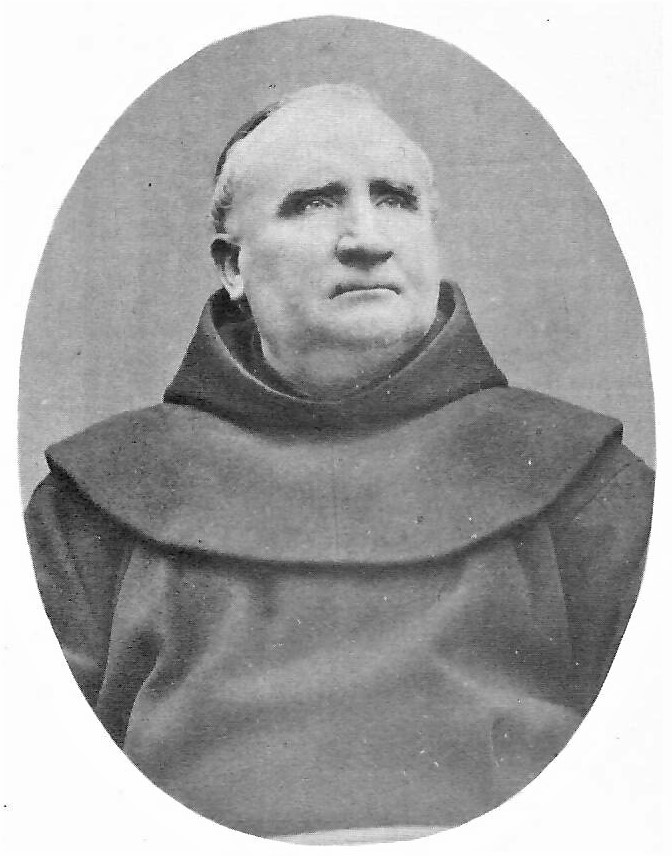
Gregor Janknecht

Gregor Janknecht OFM (* 29. September 1829 in Holthausen bei Kirchhellen als Theodor Ovelgünnen genannt Janknecht; † 1. März 1896 in Paderborn) war ein deutscher Franziskaner und Ordensoberer.

## Leben
Theodor Janknecht stammte aus einer Landwirtsfamilie. Er legte 1848 am Gymnasium Petrinum Recklinghausen das Abitur ab, trat 1850 in die Sächsische Franziskanerprovinz (Saxonia) ein und erhielt den Ordensnamen Gregor. Die Provinz hatte durch die Säkularisation ab 1803 starke Einschränkungen hinzunehmen; erst ab 1843 war es ihr wieder erlaubt, Novizen aufzunehmen; die Provinz bestand damals noch aus 74 Mitgliedern. Janknecht gehörte zur ersten Generation der neu eingetretenen Brüder. Die Priesterweihe erhielt er 1853. Er war 1854/1855 in Warendorf Lektor für die Humaniora, den Unterricht des Ordensnachwuchses in Latein, Griechisch und Deutsch.
Bereits mit 26 Jahren, 1855, wurde er vom Provinzkapitel der Saxonia in Wiedenbrück zum Provinzialminister gewählt. Er hatte dieses Amt bis 1861 und dann noch einmal von 1867 bis 1879 und von 1888 bis 1891 inne. Von 1862 bis 1869 war er als Generaldefinitor Mitglied der Ordensleitung des Gesamtordens der Franziskaner und in dieser Eigenschaft Generalvisitator der Saxonia. Später war er wiederholt Generalvisitator und Berater für die irische Franziskanerprovinz (1879, 1888), woraufhin die Saxonia einige irische Brüder in Harreveld ausbildete und das irische Kolleg San Isidoro in Rom personell unterstützte.
Neben dem Amt des Provinzoberen übte er wiederholt andere Tätigkeiten aus, etwa als Novizenmeister (1857/1858  und 1862–1867 in Warendorf) oder Lektor für Theologie (1861/1862 in Düsseldorf) und für Humaniora (1880–1882 in Harreveld). Von 1891 bis 1896 fungierte er auch als Kommissar des Heiligen Landes der deutschen Franziskaner. In schwierigen Zeiten übernahm er immer wieder auch die Leitung einzelner Klöster, zum Teil zusätzlich zu seiner Aufgabe als Provinzial. So war er Guardian in Düsseldorf (1859–1861), Präses in Brunssum (1876–1879), Harreveld (1879–1887) und Remagen (1887–1888), Guardian in Paderborn (1891–1893) und in Harreveld (1893–1895).
Die erstarkende Provinz gründete unter maßgeblicher Initiative von Provinzial Georg Janknecht aufgehobene Klöster neu oder wurde an neuen Standorten tätig, insgesamt in der zweiten Hälfte des 19. Jahrhunderts an 28 Orten. Aus den in Schlesien eröffneten Konventen entstand Anfang des 20. Jahrhunderts die Schlesische Franziskanerprovinz (Silesia). 1894 bestand die Saxonia aus 657 Brüdern (180 Patres, 126 Kleriker, 125 Laienbrüder und 145 Tertiaren). Die Provinz übernahm bald auch Aufgaben im Ausland, so Missionsarbeit in den USA. Der deutschstämmige Bischof von Alton in Illinois, Henry Damian Juncker, hatte 1858 persönlich in Paderborn die Saxonia um Unterstützung gebeten, woraufhin Janknecht noch im selben Jahr neun Patres, die er selbst auswählte, nach Amerika sandte.  Bis 1870 errichtete die Saxonia insgesamt sechs Häuser in den Bundesstaaten Illinois, Tennessee, Ohio  und Missouri, ein eigenes Noviziat (1860) und drei Studienklöster. Die „amerikanische Mission“ der deutschen Franziskaner erlangte 1862 den Status eines „Kommissariats“, bereits 1879 wurde sie zur selbständigen Franziskanerprovinz vom Heiligsten Herzen Jesu. Janknecht begleitete und förderte diese Expansion; bereits 1860 besuchte er die Brüder in Illinois für sieben Wochen persönlich, dann noch einmal 1869 und 1876. In ähnlicher Form engagierte er sich auf Bitten der Ordensleitung ab 1891 in Brasilien, wo 165 Brüder der Saxonia an acht Standorten wirkten, so dass bis 1901 zwei Provinzen entstanden. Janknecht arbeitete eng zusammen mit Othmar Maasmann, mit dem er sich wiederholt als Provinzial abwechselte, woraus eine förderliche Kontinuität der Entscheidungen resultierte.
Das Organisationsgeschick und die vorausschauende Initiative Gregor Janknechts bewährten sich ab 1875, als im Kulturkampf in Preußen durch das Klostergesetz vom 31. Mai 1875 „geistliche Orden und ordensähnliche Kongregationen der katholischen Kirche“ mit Ausnahme von Orden, die sich ausschließlich der Krankenpflege widmeten, verboten wurden und binnen sechs Monaten aufzulösen waren. Betroffen waren von der Saxonia 16 Klöster. Die Saxonia gründete acht Häuser im grenznahen Bereich in Holland und Belgien. Janknecht hatte bereits Mitte Mai 1875 die Provinz über die zu erwartende Entwicklung informiert und sondierte in der böhmisch-mährischen Ordensprovinz, ob die Saxonia dort zeitweise Klöster übernehmen könne; er machte in diesem Anliegen sogar eine Eingabe an Kaiser Franz Joseph I. von Österreich, doch lehnte die Leitung der böhmisch-mährischen Provinz ab. Ein Ausweichen nach Bayern, Österreich oder Siebenbürgen kam aus anderen Gründen nicht in Frage. Daraufhin leitete er die Übersiedlung von zunächst 100 Brüdern in die nordamerikanische Mission und die Eröffnung von neuen Klöstern im grenznahen Bereich der Niederlande und Belgiens in die Wege, wo in angemieteten oder über Treuhänder erworbenen Häusern rund 200 Brüder untergebracht werden konnten. Alle diese Maßnahmen wurden von Gregor Janknecht bis in die Einzelheiten vorbereitet und straff organisiert.
Auf der Rückreise von einer Visitation in Brasilien erkrankte Georg Janknecht schwer und starb unmittelbar nach seiner Rückkehr nach Deutschland beim Provinzkapitel 1896 in Paderborn, wo er zum Guardian in Remagen bestimmt worden war.

## Würdigung
Die Historikerin Gisela Fleckenstein hält Gregor Janknecht für eine „Ausnahmeerscheinung“ in jeder Beziehung: „Ihm verdankte die Sächsische Franziskanerprovinz ihren Aufschwung nach der Wiederzulassung der Orden in Preußen 1853. Er legte den Grundstock für die Annahme der Häuser in Amerika und Brasilien“; von Vorteil für die Provinz war, dass wegen des Kulturkampfes eine „kreative und innovative“ Leitungspersönlichkeit wie Janknecht mehrere Amtszeiten als Provinzial absolvierte, was normalerweise wegen des Rotationsprinzips bei den franziskanischen Leitungsämtern vermieden werden soll.

Das Totenbuch der Saxonia erinnert an Gregor Janknecht mit den Worten:

„Ordensgeist, Weitblick, Begeisterung für alles Große und außerordentliche Tatkraft, verbunden mit inniger Verehrung des göttlichen Herzens Jesu prägten sein Wirken, so dass die Ordensprovinz unter seiner Leitung im Innern erstarkte und nach außen sich weit ausbreitete. Auf seine Gründung gehen zwei Ordensprovinzen in Nordamerika, zwei in Brasilien und die Erneuerung der Schlesischen Provinz zurück.“

Im April 1952 erhielt die Volksschule Holthausen in Kirchhellen, deren Gebäude im März 1945 gesprengt worden war, bei Einweihung des Neubaus den Namen Gregorschule zu Ehren des Franziskaners Gregor Janknecht.